# Teacher in Space
El proyecto Teacher in Space (en inglés: Teacher in Space Proyect, TISP) fue un programa de la NASA anunciado por Ronald Reagan en 1984 diseñado para inspirar a los estudiantes, honrar a los maestros y estimular el interés en las matemáticas, las ciencias y la exploración espacial. El proyecto llevaría a los profesores al espacio como especialistas en carga útil (civiles no astronautas), quienes regresarían a sus aulas para compartir la experiencia con sus alumnos.
La NASA canceló el programa en 1990, tras la muerte de su primera participante, Christa McAuliffe, en el desastre del transbordador espacial Challenger (STS-51-L) el 28 de enero de 1986. La NASA reemplazó Teachers in Space en 1998 con el Proyecto Educador Astronauta, que requería que sus participantes se convirtieran en Especialistas en Misiones de astronautas. Los primeros astronautas educadores fueron seleccionados como parte del Grupo 19 de Astronautas de la NASA en 2004.
Barbara Morgan, quien fue seleccionada como especialista en misiones como parte del Grupo 17 de Astronautas de la NASA en 1998, a menudo, ha sido referida incorrectamente como Astronauta Educadora. Sin embargo, fue seleccionada como especialista en misiones antes del Proyecto Educador Astronauta.